# Gwiazdka z księciem
Gwiazdka z księciem (ang. Christmas with a Prince) – kanadyjski film romantyczny z 2018 roku w reżyserii Justina G. Dycka. Wyprodukowany przez wytwórnię HQ 7 Prince Productions.

## Fabuła
Lekarka pediatrii Tasha z wielkim sercem oddaje się swojej pracy oraz pomocy dzieciom. Szpital ma pełne ręce roboty, gdy trafia się niespodziewany pacjent. Na górskim stoku, podczas jazdy na nartach, łamie sobie nogę książę Alexander Cavalieri. Na tę wieść cała placówka staje na baczność. Trzeba zająć się specjalnym przypadkiem i jednocześnie nie zaniedbać planowanego leczenia dzieci. Początkowo książę Alexander wydaje się roszczeniowym i trudnym rekonwalescentem. Tasha pomaga w kuracji księcia Alexandra, stopniowo odkrywając jego prawdziwą naturę. Nawet nie wie, że ta znajomość odmieni jej życie.

## Obsada
- Kaitlyn Leeb jako lekarka Tasha
- Nick Hounslow jako książę Alexander Cavalieri
- Charles Shaughnessy jako Król Edward
- Josh Dean jako Jeff
- Melinda Shankar jako Bella
- Liam MacDonald jako Ben
- Ilamaria Ebrahim jako Amber
- Julia Baldwin jako Mel
- Lanette Ware jako doktor Gonzales
- Anastasia Marinina jako Miranda
- Mélanie St-Pierre jako Cassie
- Zarrin Darnell-Martin jako Rosa
- Hanneke Talbot jako Violet
- Tyler Blake Smith jako Roger